# Alfred Maisha
Alfred Maisha Bishobibiri, né le 6 juin 1976 à Kihonza, est un homme politique de République démocratique du Congo. Il est député national, élu de la circonscription de Bukavu, au Sud-Kivu.

## Biographie

### Carrière politique
Alfred Maisha  Bishobibiri, député national élu  de Bukavu, a déposé le 10 octobre 2023 au bureau  de l'Assemblée nationale une proposition de loi portant sur  création de l'ordre  national des techniciens vétérinaires du congo (ONTV).